# Seuthopolis

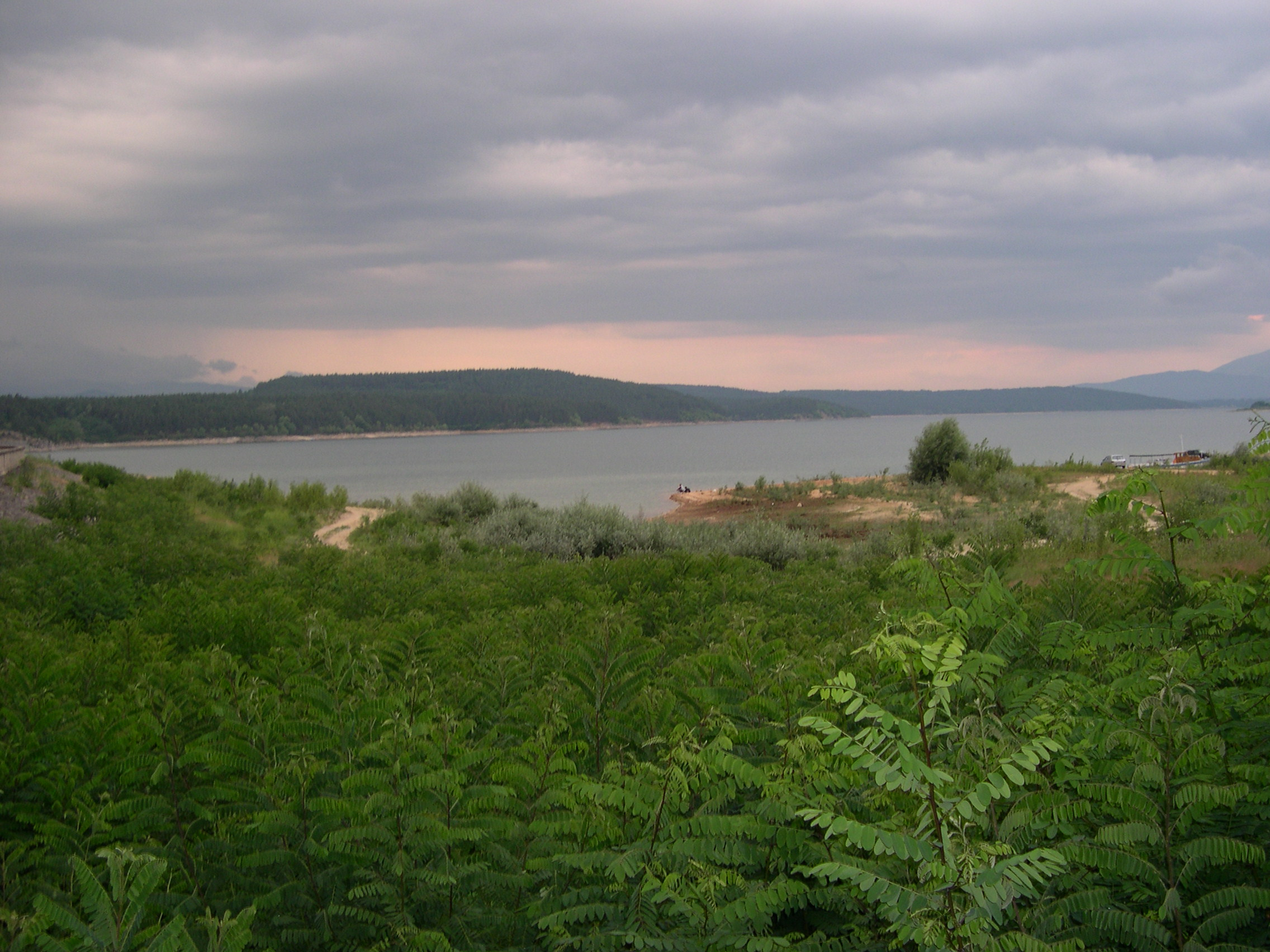
A kazanlaki víztároló

Seuthopolis egy ősi trák város volt a mai Bulgária területén, Kazanlak közelében. Az ősi város területe Bulgária leghíresebb víz alatti régészeti lelőhelye, mely az egyetlen teljesen tanulmányozott trák város Bulgáriában. A város nemcsak régészeti és történelmi helyszínként egyedülálló, de egyúttal fontos ismereteket tartalmaz a trákok mindennapi életéről. 

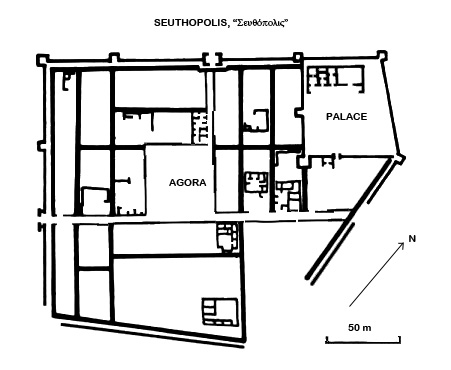
Seuthopolis vázlatrajza

A várost a „Koprinka-gát” építése során 1948 és 1954 között fedezték fel, és tárták fel teljesen. A mára az egykori város helyét a gát vize borítja, azonban mielőtt eltakarta volna a gát vize Dimitar Dimitrov professzor kutatócsoportja alaposan tanulmányozta és lefényképezte a helyszínt.

## Története

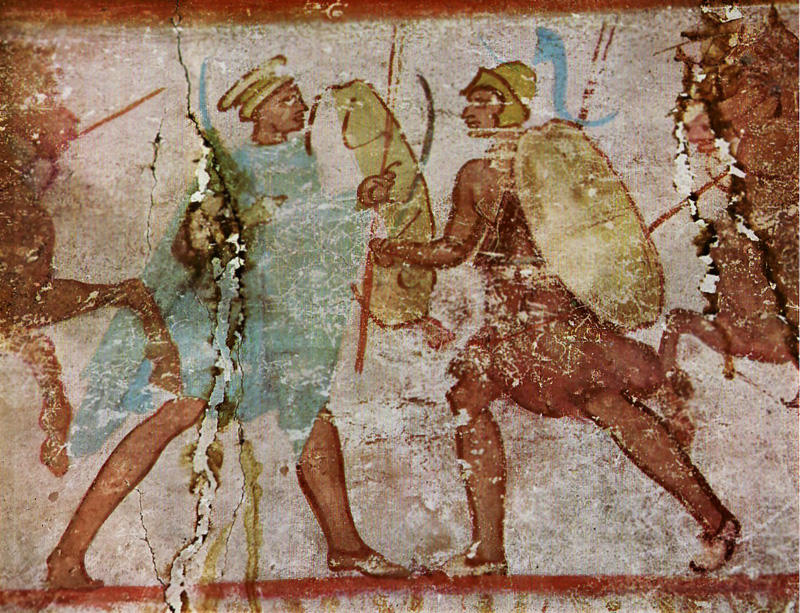
Trák freskó részlete Seuthopolisból

Seuthopolis városát III Sevt trák uralkodó alapította a mai Kazanlak régió szívében Kr. E. 323-ban. A város megalapítását követően hamarosan a trák állam politikai, gazdasági és kulturális központjává fejlődött. A város Sevt állam fővárosa volt Kr. E. 270-ig.
A város egykor 5 hektáros területen épült és több külvárosból álló erődített településből állt. A régészeti kutatások szerint a város egy régebbi palotakomplexum és egy trák település romjai fölé épült és három oldalról a Tundzsa folyó (Tonezus) vette körül.
A Seuthopolis építése várostervezésben is kiemelkedő volt, mely tükrözte az azonos korszak görög városainak alapelveit.  A várostervezésnek számos sajátossága volt, köztük a téglák építőanyagként való széles körű használata Trákiában.
Seuthopolis egy kb. 890 méter fallal körülvett város volt, két városkapuja felől két széles utca terült el, amely 90 fokos szögben keresztezte a városközpontot és kialakította azt a teret, amely mellett Dionisos temploma volt. A várost mintegy 50 család lakta, amelyek a trák arisztokrácia magját képezték.
III. Sevt palotája 40 m hosszú, elegáns homlokzattal rendelkezett, számos szobája volt gyönyörű díszítésekkel, többszínű vakolattal. Építészeti emlékei között található volt palota-templom komplexum, Dionis temploma és a nagy trák istenek temploma is.
A város Kazanlak régiójában a trák gazdaság és kultúra legjelentősebb központja volt, mely az őslakos mesterségek fejlettsége által élénk gazdasági és kulturális kapcsolatokkal rendelkezett a görög világ nagy városi központjaival.
A régészek az ásatások során számos fényűző görög kerámiaedényt, ékszereket, kőszobor töredékeket, amforákat és egyéb értékes tárgyakat fedeztek fel itt.